# は
平假名は和片假名ハ是日语的假名之一，由一个音节组成。在日语五十音图中排第6行第1个（は行あ段）的位置。は（平假名）和ハ（片假名）是清音，其對應的濁音為ば（平假名）和バ（片假名），半濁音為ぱ（平假名）和パ（片假名）。
用在助词（主題標記）的时候发音為わ。

## 筆畫順序

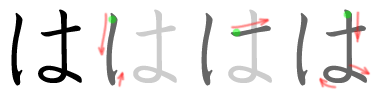
平假名は的筆畫順序

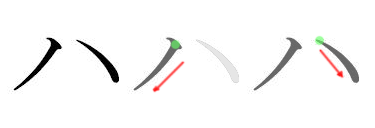
片假名ハ的筆畫順序

## 關於は和ハ
| 現代日語發音     | 由1個子音和1個母音形成／hä／音， 其對應的濁音為／bä／音、半濁音為／pä／音                                |
| 五十音顺序       | 第26位                                                                                                   |
| 伊吕波顺序       | 第3位，「ろ」之后、「に」之前                                                                            |
| 平假名「は」字源 | 「波」字的草書                                                                                           |
| 片假名「ハ」字源 | 「八」字的變形                                                                                           |
| 日语罗马字       | :平文式罗马字：ha 训令式罗马字：ha :平文式罗马字：ba 训令式罗马字：ba :平文式罗马字：pa 训令式罗马字：pa |
| 点字：           | \| ●－ —— ●● \|                                                                                          |
| 通话表           | 「はがきのハ」                                                                                           |
| 摩尔斯电码       | −・・・                                                                                                  |
| ●－ —— ●●        | |